# Sotto le stelle (Liala)
Sotto le stelle è un romanzo di Liala, scritto e pubblicato nel 1941.
Ebbe un seguito, Il tempo dell'aurora;  l'uno e l'altro sono ambientati a Milano.

## Trama
Ebe e Dianora sono due giovani gemelle identiche, di umile famiglia e rosse di capelli. La prima aiuta la madre Maria nelle faccende domestiche, mentre l'altra è una ragazza viziata. Entrambe vogliono diventare danzatrici, ma solo Ebe è veramente spinta dal sacro fuoco dell'arte.

## Edizioni
- Liala, Sotto le stelle, Ariela [i.e. Liala] Sonzogno, Milano 1941 (Tip. A. Matarelli)
- Liala, 50: Sotto le stelle (fa parte di: Opere di Liala), Sonzogno, Milano 1977